# Баяут (посёлок)
Баяут (узб. Boyovut / Боёвут) — городской посёлок, административный центр Баяутского района Сырдарьинской области Узбекистана.

## История
В 1961—1991 годах носил название Димитровское. Статус посёлка городского типа был присвоен в 1984 году.

## География
Посёлок расположен в 11 км от железнодорожной станции Фархад (на линии Хаваст — Коканд).

## Известные уроженцы
- Халима Худайбердиева (1947—2018) — советская и узбекская поэтесса, журналист, редактор, общественный деятель, народный поэт Узбекистана (1992).